# Lycium strandveldense
Lycium strandveldense ist eine Pflanzenart aus der Gattung der Bocksdorne (Lycium) in der Familie der Nachtschattengewächse (Solanaceae).

## Beschreibung
Lycium strandveldense ist ein 1 bis 1,5 m hoher, aufrecht wachsender, starrer Strauch, der mit Stacheln bewehrt ist. Die Laubblätter sind sukkulent und unbehaart. Sie werden 9 bis 13 mm lang und 2 bis 3 mm breit.
Die Blüten sind zwittrig und fünfzählig. Der Kelch ist glockenförmig bis breit röhrenförmig. Die Kelchröhre ist etwa 4 mm lang und mit etwa 1 mm langen Kelchzipfeln besetzt. Die Krone ist halbkugelförmig und spreizend. Sie ist tief purpurn gefärbt, gelegentlich ist die Außenseite der Kronröhre grünlich weiß. Die Kronröhre wird 11 bis 13 mm lang, die Kronlappen werden etwa 2,5 mm lang. Die Staubfäden sind an der Basis filzig behaart.
Die Frucht ist eine rote, elliptische Beere mit einer Länge von 4 bis 5 mm und einer Breite von 7 bis 8 mm.

## Vorkommen
Die Art ist auf dem Afrikanischen Kontinent verbreitet und kommt dort in Südafrika in der Provinz Westkap vor.

## Belege
- J.S. Miller und R.A. Levin: Lycium strandveldense. In: Project Lycieae